# Krčmaň
Krčmaň – miejscowość i gmina (obec) w Czechach, w kraju ołomunieckim, w powiecie Ołomuniec. W 2022 roku liczyła 486 mieszkańców.
Pierwsza wzmianka o miejscowości pochodzi z 1252 roku.

## Zabytki
- kościół filialny św. Floriana z 1865 roku
- posąg św. Antoniego z Padwy z 1756 roku
- kamienny krzyż z 1794
- posąg św. Jana Nepomucena[potrzebny przypis]